# Hagje állomás
Hagje (Hagye) állomás a szöuli metró 7-es vonalának állomása, mely Novon-ku (Nowon-gu) kerületben található. Nevét arról kapta, hogy a tong (dong) a Hancshon (Hancheon) patak alsó részén található.

## Viszonylatok
| 7-es vonal                               | 7-es vonal | 7-es vonal                                                        |
| ---------------------------------------- | ---------- | ----------------------------------------------------------------- |
| Csunggje (Junggye) Csangam (Jangam) felé | fő vonal   | Kongnung (Gongneung) Puphjong-ku cshong (Bupyeong-gu cheong) felé |